# コンジェスチョン・チャージ
コンジェスチョン・チャージ（英語: Congestion charge、混雑課金）とは、渋滞緩和目的の道路課金（ロードプライシング）のことである。渋滞税や混雑税とも訳される。本稿はロンドン市内で実施されているシステムについて述べる。

## 導入の経緯
ロンドン市内では渋滞が日常茶飯事となっており、その酷さはロンドン市内の自動車の平均速度が、ビクトリア朝時代の馬車の速度と変わらないほどと揶揄されるほど社会問題となっていた。
そこで2003年2月17日、ロンドン市長ケン・リヴィングストン (Ken Livingstone) がロンドン市内の渋滞緩和と公共交通機関の利用促進のために導入した。税収の主な使途は公共交通機関の改善とされる。

## 仕組み

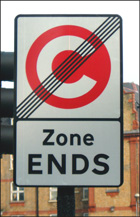
渋滞税課税圏の境界を示す看板

ロンドン中心部の特定のエリア内に、特定の時間帯に車を乗り入れる際に課金されるシステムである。標識や路面表示に右図のマークがある課金エリア内に車で乗り入れる際には、当日までにロンドン市内の指定商店で決められた金額を支払うことが義務づけられている。
観光等の一時滞在でレンタカーを使用している際や、エリア内の居住者が車を使用する際にも支払いが必要。
ただし、自動二輪車や緊急車両、バスやタクシーなどの公共交通機関、ハイブリッドカー、電気自動車といった環境に優しいとされる車は免除される。
支払いは指定商店以外にも、街中に設置された専用機やインターネット経由、携帯電話のショートメッセージサービス等の他、自動引落しも可能。1週間～1年分といった前払いもできる。支払いを行うと、その車のナンバープレートがデータベースに登録される。
課金エリア内には至る所に監視カメラがあり、それによってナンバープレートの番号を自動的に読み取り、データベースと照合を行う事でその日に該当車両が支払いをしているかをチェックする。
当日までに支払わなかった場合は罰金が上乗せされ、罰金を上乗せした請求書が該当者に送付される。課金権限は自治体（ロンドン・シティ）にある。

## 現状
2003年2月に導入されてから、渋滞緩和の効果は「大」とする見方が多いようである。ロンドン交通局自身の発表では、渋滞が30%解消され、交通量が15%減少したという。
しかし、コンジェスチョン・チャージによる税収は公共交通機関の改善のために利用されることになっているが、故障などでたびたび止まるロンドン地下鉄が改善されたという話はあまり聞こえてこず、さらには地下鉄も毎年のように値上げされていることから、莫大な税収は有効に活用されているのかといった疑問が出されている。
また、ロンドン交通局によると、市内に位置する在外公館によるコンジェスチョン・チャージの未納額は1億ポンドを超える。納付をしていない公館の多くはコンジェスチョン・チャージは税金だとの見解を示しており、ウィーン条約を根拠に支払いを拒んでいる。未納額はアメリカ大使館が1154万ポンドと最も多く、日本国大使館（762万ポンド）、ナイジェリア高等弁務団（648万ポンド）、ロシア連邦大使館（560万ポンド）がそれに続く。2011年にオバマ大統領が訪英した際には、大統領専用車でバッキンガム宮殿に向かいながらコンジェスチョン・チャージを支払わなかったとして120ポンドの罰金が科せられているが、米国側は外交特権を行使して支払いを拒否している。
ロンドン交通局は2017年、元ロンドン市長で当時外務・英連邦大臣を務めていたボリス・ジョンソンに対し、未納を続ける在外公館への働きかけと国際司法裁判所への提起を要請している。
2025年1月5日から、ニューヨークの都心に入る車両を対象にコンジェスチョン・チャージを徴収している。

## 世界への影響
都市の交通渋滞を解消するために、都心への自動車乗り入れ制限を行う政策を導入しようという動きは以前から数多くあり、特にいくつかの国ではナンバープレートの末尾数字をもとに都心への乗り入れ可能な日を設定する政策がとられた。
一方、こうした一律の命令ではなく、税や課金の導入によって自動車での都心乗り入れコストを上げることで、都心乗り入れを経済的に不利にして交通数を減らそうという「混雑税（ロードプライシング）」導入の案は多くの都市経済学者や交通経済学者によって提案されており、1998年の時点でオスロ、ベルゲン、トロンハイム、特にシンガポールで取り入れられていた。日本では2021年東京オリンピックの時期に首都高速道路の通行料を値上げする形で試験的に実施され、実際に交通量が減少した。
ロンドンのような大都市によるコンジェスチョン・チャージ導入と、その効果は、エディンバラなどイギリスの他都市でも導入の動きが出てきているなど、イギリス国内外に波及しつつある。